# Toxoproctis
Toxoproctis är ett släkte av fjärilar. Toxoproctis ingår i familjen tofsspinnare.

## Bildgalleri

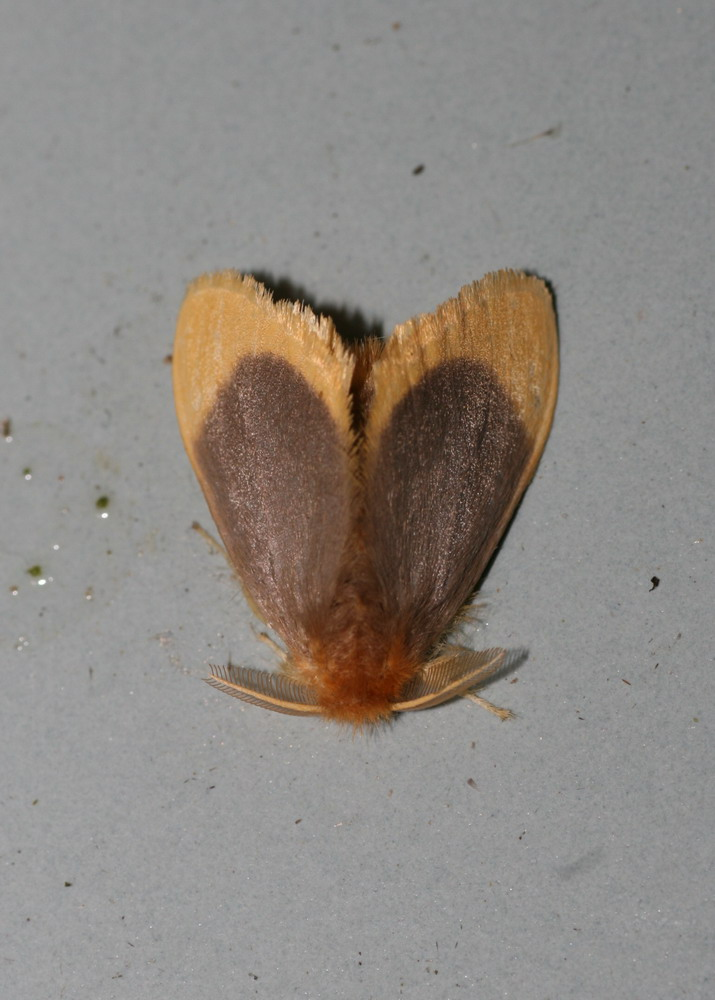

## Dottertaxa tillToxoproctis, i alfabetisk ordning[1]
- Toxoproctis adrian
- Toxoproctis alticosmia
- Toxoproctis altilodra
- Toxoproctis anna
- Toxoproctis bifurcata
- Toxoproctis celidota
- Toxoproctis cheela
- Toxoproctis cincta
- Toxoproctis coniochroa
- Toxoproctis cornelia
- Toxoproctis cosmia
- Toxoproctis deliana
- Toxoproctis despina
- Toxoproctis dyssema
- Toxoproctis epinephela
- Toxoproctis eumorpha
- Toxoproctis flavociliata
- Toxoproctis flavolimbata
- Toxoproctis helpsi
- Toxoproctis hemibathes
- Toxoproctis hemixanthoides
- Toxoproctis hypolispa
- Toxoproctis icoinnotata
- Toxoproctis innotata
- Toxoproctis layi
- Toxoproctis melanodema
- Toxoproctis munda
- Toxoproctis philippinensis
- Toxoproctis signiplaga
- Toxoproctis willotti